# Pseudepicausta mutilloides
Pseudepicausta mutilloides är en tvåvingeart som först beskrevs av Walker 1859.  Pseudepicausta mutilloides ingår i släktet Pseudepicausta och familjen bredmunsflugor. Inga underarter finns listade i Catalogue of Life.